# Chris Spedding

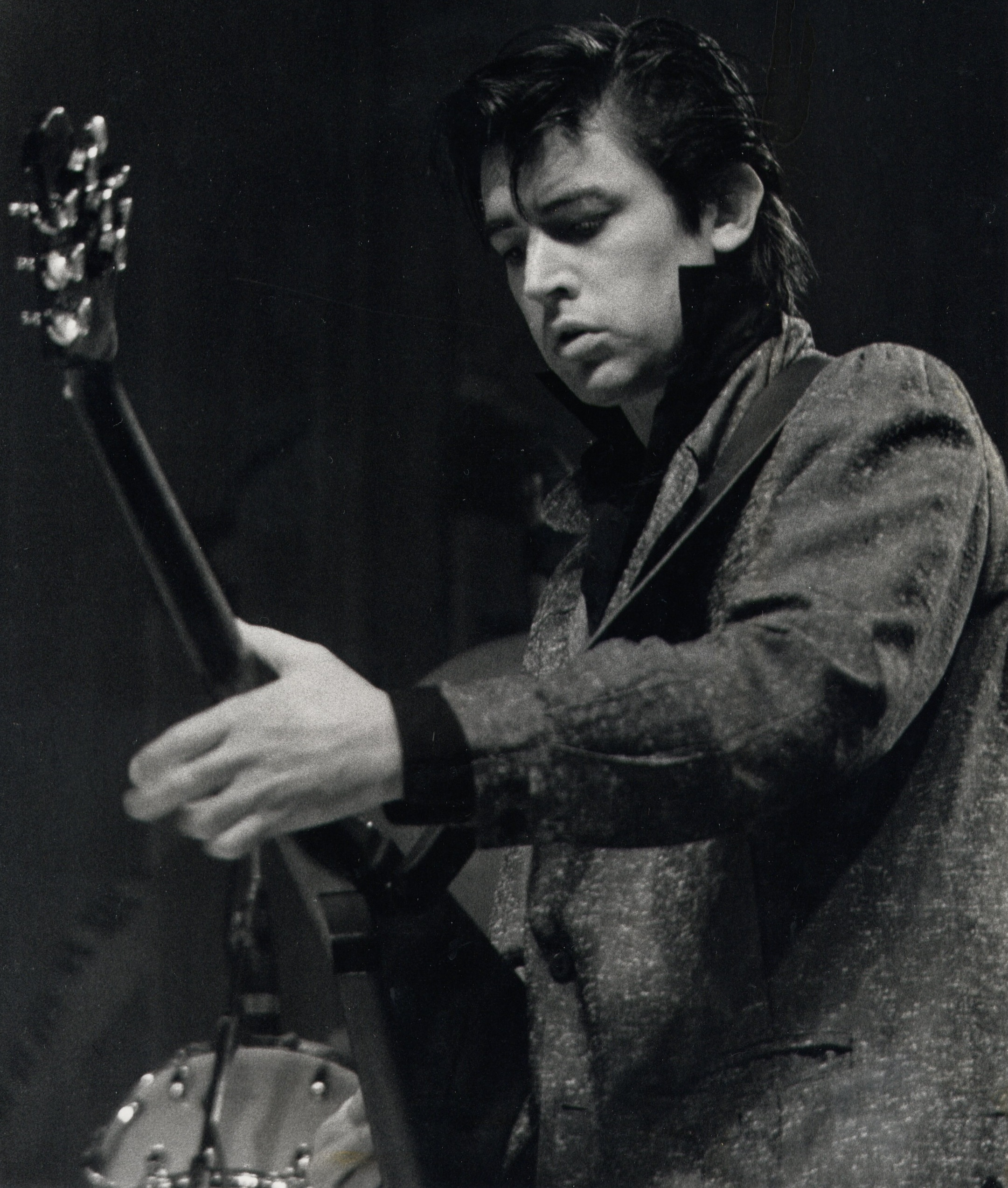
Chris Spedding (1979)

Christopher John Spedding (* 17. Juni 1944) ist ein englischer Rock- und Fusiongitarrist, der am bekanntesten für seine Arbeit als Studiomusiker ist.

## Leben und Wirken
Geboren wurde er als Peter Robinson in Staveley, Derbyshire. Da sein Vater als Flieger im Zweiten Weltkrieg noch vor der Geburt seines Sohnes fiel, wurde er im Alter von drei Monaten zur Adoption freigegeben. Von seinen Adoptiveltern erhielt er den Namen Christopher John Spedding und lebte mit ihnen in Sheffield und Birmingham.
1959 gründete Spedding seine erste Schulband, ab 1964 arbeitete er bereits als Schiffsmusiker. 1970 und 1971 war er Mitglied von Ian Carrs Jazzrock-Formation Nucleus, auf deren ersten drei Alben er (auch als Komponist) mitwirkte und mit denen er international, z. B. auf dem Newport Jazz Festival und dem Montreux Jazz Festival, auf Tour war. Daneben spielte er bei Jack Bruce und Mike Gibbs. 1972 gründete er in London mit Andy Fraser die Band Sharks, die drei Alben einspielte. Sein Ruf als erstklassiger Gitarrist nahm ständig zu, und viele Künstler buchten ihn als Gastmusiker, z. B. Bryan Ferry für das Album Let’s stick together. Auch war er an dem Album Nick Mason’s Fictitious Sports mit Carla Bley beteiligt. Als 1975 der Gitarrist Mick Taylor die Rolling Stones verließ, wurde auch Spedding von Mick Jagger kontaktiert.
Zugleich veröffentlichte Spedding seine ersten Soloalben. Mit Motor Bikin’ gelang ihm dabei 1975 ein internationaler Top-Ten-Hit. Besser bekannt wurde er jedoch durch seine Studioarbeit für Interpreten wie Roxy Music, Elton John, Brian Eno, John Cale, Jack Bruce, Tom Waits, Laurie Anderson, Marianne Faithfull, Annette Peacock. Er produzierte auch die ersten Demoaufnahmen für die Sex Pistols (Problems, No Feelings und Pretty Vacant) oder nahm entsprechend kostümiert an einer Tournee von Mike Batts Wombles teil. 
Er ist auf mehr als 200 Alben als Musiker oder Produzent zu finden. Dabei ist er in allen Stilrichtungen von Rock, Folk, Blues und Country vertreten.
Auf dem zweiten Soloalbum mit dem Titel Code B von Bela B von 2009 trat Spedding als Gastmusiker bei den Songs In diesem Leben, Ninjababypowpow und Satan, Gott und das Glück auf.

## Diskografie

### Soloalben
- 1971: Backwood Progression (Harvest)
- 1971: Songs Without Words (EMI)
- 1972: Only Lick I Know (Harvest)
- 1975: Chris Spedding (1975, AK)
- 1977: Hurt (RAK)
- 1978: Guitar Graffiti (RAK)
- 1981: I’m Not Like Everybody Else Every (RAK)
- 1986: Enemy Within (New Rose)
- 1990: Cafe Days (New Rose)
- 2002: One Step Ahead Of The Blues (Music Avenue)
- 2005: Click Clack (SPV)
- 2011: Pearls (Sony)
- 2015: Joyland (Cleopatra)

#### Livealben
- 1981: Friday The 13th – Live (Passport)
- 1991: Just Plug Him In! – Live (New Rose)
- 1995: Gesundheit! – Live (Sony)
- 2020: Face To Face - Live